# Stade de Batoumi
 (avril 2025).
Ne doit pas être confondu avec Stade de rugby de Batoumi.
Le stade de Batoumi (en géorgien : ბათუმის სტადიონი) connu sous le nom de Adjarabet Arena pour des raisons de parrainage, est un stade de football à Batoumi, en Géorgie, qui a été achevé en juillet 2020. Le principal locataire du stade est le Dinamo Batoumi, qui a déménagé de son domicile à la base de football Dinamo Batoumi Angisa lorsqu'il a été achevé. La capacité du stade est de 20 000.

## Histoire
La construction a commencé en janvier 2018 et s'est achevée en juillet 2020. Son inauguration, reportée en raison de la pandémie de Covid-19, a eu lieu le 27 octobre 2020 avec une cérémonie officielle en présence du Premier ministre Guiorgui Gakharia.
Il a une capacité de 20 000 places et accueille les matchs à domicile du Dinamo Batoumi. Il appartient à la catégorie 4 de l'UEFA et, à partir de 2021, accueillera occasionnellement des matchs de l'équipe de Géorgie de football.
Le stade a été conçu par la firme turque Bahadır Kul Architecture et a coûté environ 100 millions de laris (25 millions euros).
L'extérieur du stade, constitué d'une série de panneaux disposés sous forme d'écailles superposées pouvant être éclairées la nuit, s'inspire de l'effet tourbillonnant des danses traditionnelles du Caucase, en particulier le Khorumi.
Le premier match a eu lieu le 21 novembre 2020 entre le Dinamo Batoumi et le FC Dila Gori.
En 2023, ce sera l'un des quatre sites géorgiens à accueillir le Championnat d'Europe de football espoirs 2023.

## Galerie

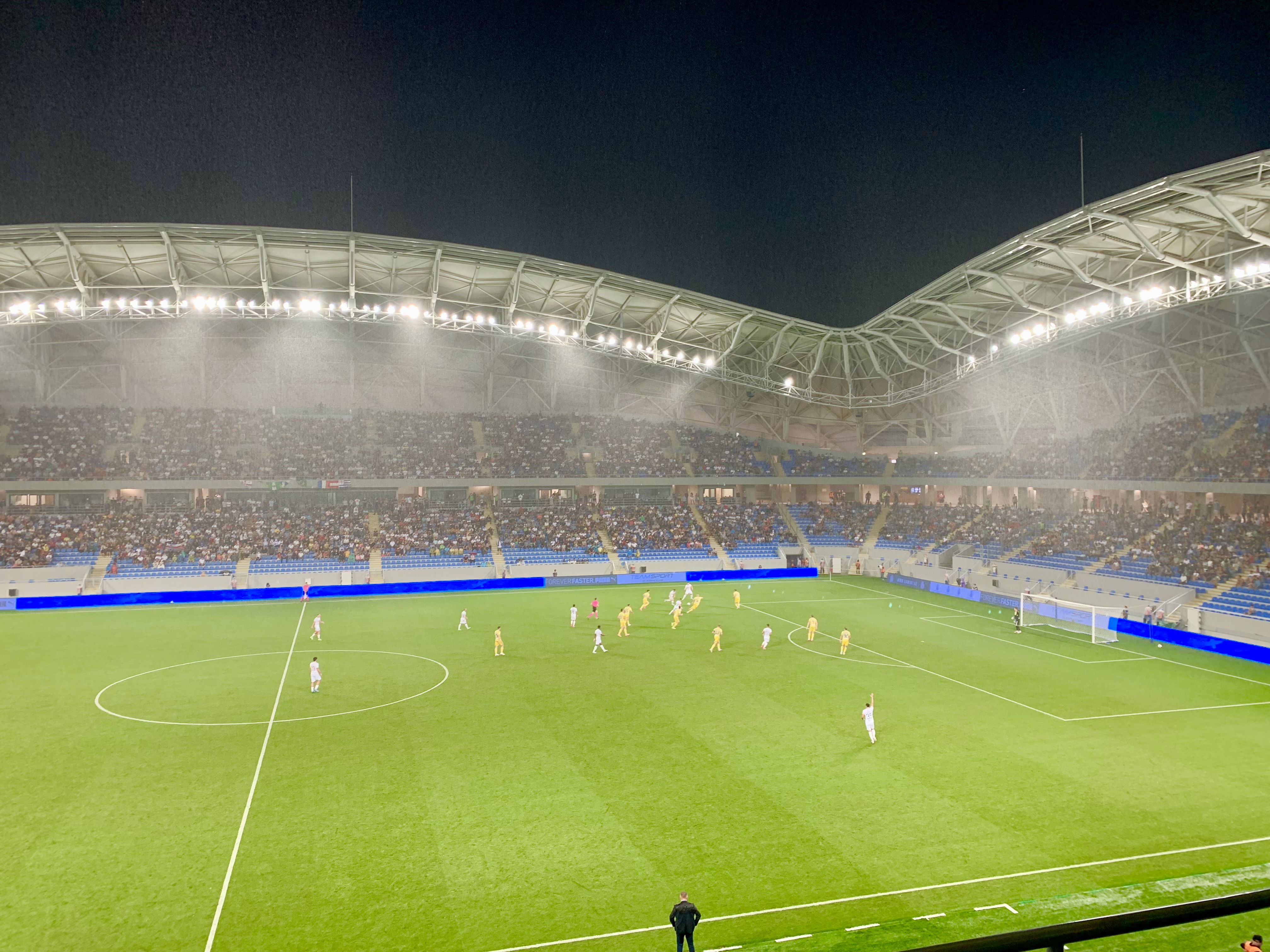
Match Dinamo-Bate.
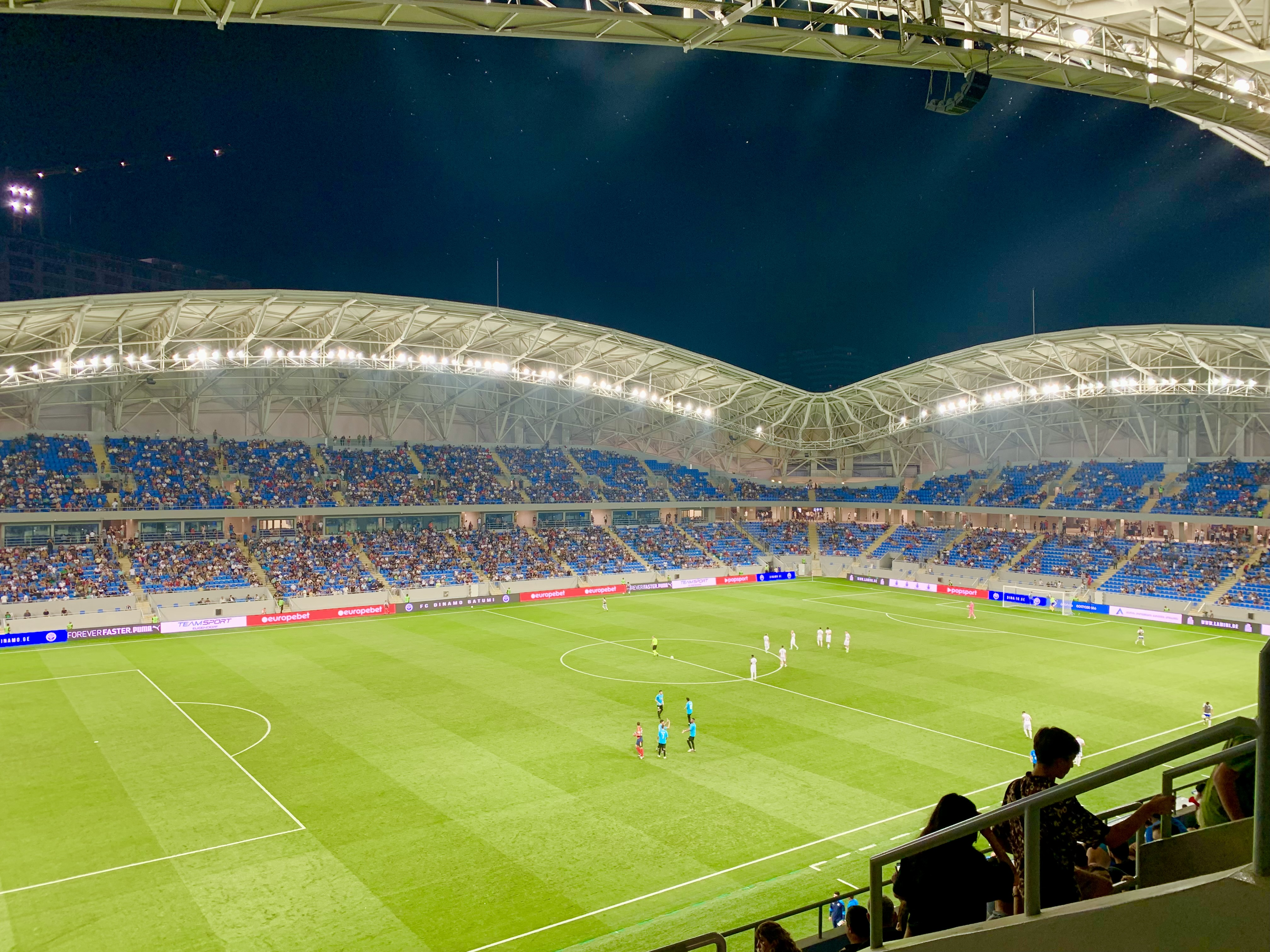
En Europa Conference League 2021-2022.
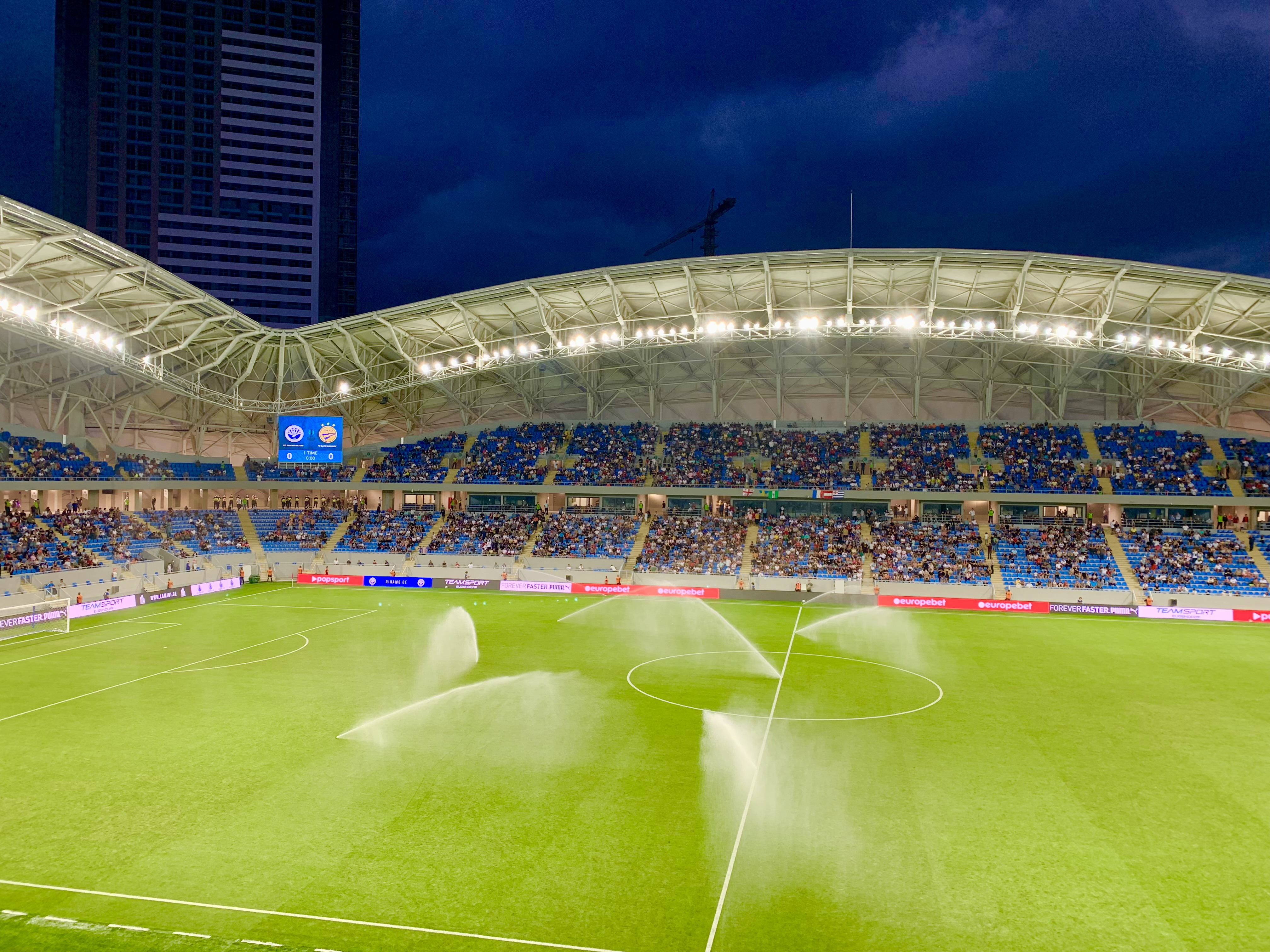
Stade en 2021